# Else Liefmann
Else Liefmann (* 27. Mai 1881 in Hamburg; † 24. Mai 1970 in Zürich, Schweiz) war eine Ärztin und Sozialarbeiterin in Freiburg. Sie war im Bereich der Frauenbildung tätig und Mitbegründerin des  Deutschen Ärztinnenbundes und der Freiburger Ortsgruppe des  Deutschen Akademikerinnenbundes.

## Leben
Else Liefmann wurde als Tochter des Kaufmannes Semmy Liefmann in Hamburg geboren. Hier verbrachte sie auch mit ihrer Familie ihre ersten Lebensjahre. Else wurde, wie ihre Geschwister, evangelisch getauft, nachdem die Eltern zum evangelischen Glauben konvertiert waren. Die Mutter zog nach dem Tod des Vaters mit den Kindern nach Freiburg. Im bürgerlichen Stadtteil Wiehre kaufte sie 1894 eine Villa. Elses ältester Bruder Robert wurde Professor für Nationalökonomie an der Universität Freiburg, die jüngste Schwester Martha studierte Kunstgeschichte.
Else Liefmann arbeitete zunächst als Grundschullehrerin und studierte dann Medizin. Im Jahr 1915 eröffnete sie eine Praxis für Säuglings- und Kinderkrankheiten sowie für „Ärztliche Erziehungsberatung“. In den folgenden Jahren engagierte sie sich auf vielfältige Weise. Sie arbeitete mit der Universitätskinderklinik zusammen, engagierte sich als Stadtverordnete für die liberale Deutsche Demokratische Partei, arbeitete mit der Mütterberatung, mit Kinder- und Jugendhorten zusammen und war im Bereich der Frauenbildung tätig. Sie war Mitbegründerin des „Deutschen Ärztinnenbundes“ in Berlin und Gründerin der Freiburger Ortsgruppe des „Deutschen Akademikerinnenbundes“.
Das Jahr 1933 bildete einen herben Einschnitt in das Leben Else Liefmanns. Aufgrund der Nürnberger Rassengesetze wurde Else Liefmann die Kassenzulassung entzogen und sie musste ihre Praxis aufgeben. Infolge der nationalsozialistischen Gesetze zur Wiederherstellung des Berufsbeamtentums verlor der Bruder Robert 1933 seinen Lehrstuhl an der Universität. Am 22. Oktober 1940 deportierte die Gestapo die Geschwister Else, Robert und Martha in das südfranzösische Lager Gurs. Die Familie wurde enteignet, das Haus „arisiert“. Die Gestapo nutzte das Haus in der Goethestraße. Robert starb infolge der schrecklichen Bedingungen im Konzentrationslager. Martha gelang die Ausreise, Else gelang die Flucht in die Schweiz. In Zürich verbrachten sie die letzten Jahre ihres Lebens. Martha starb 1952, Else 1970.

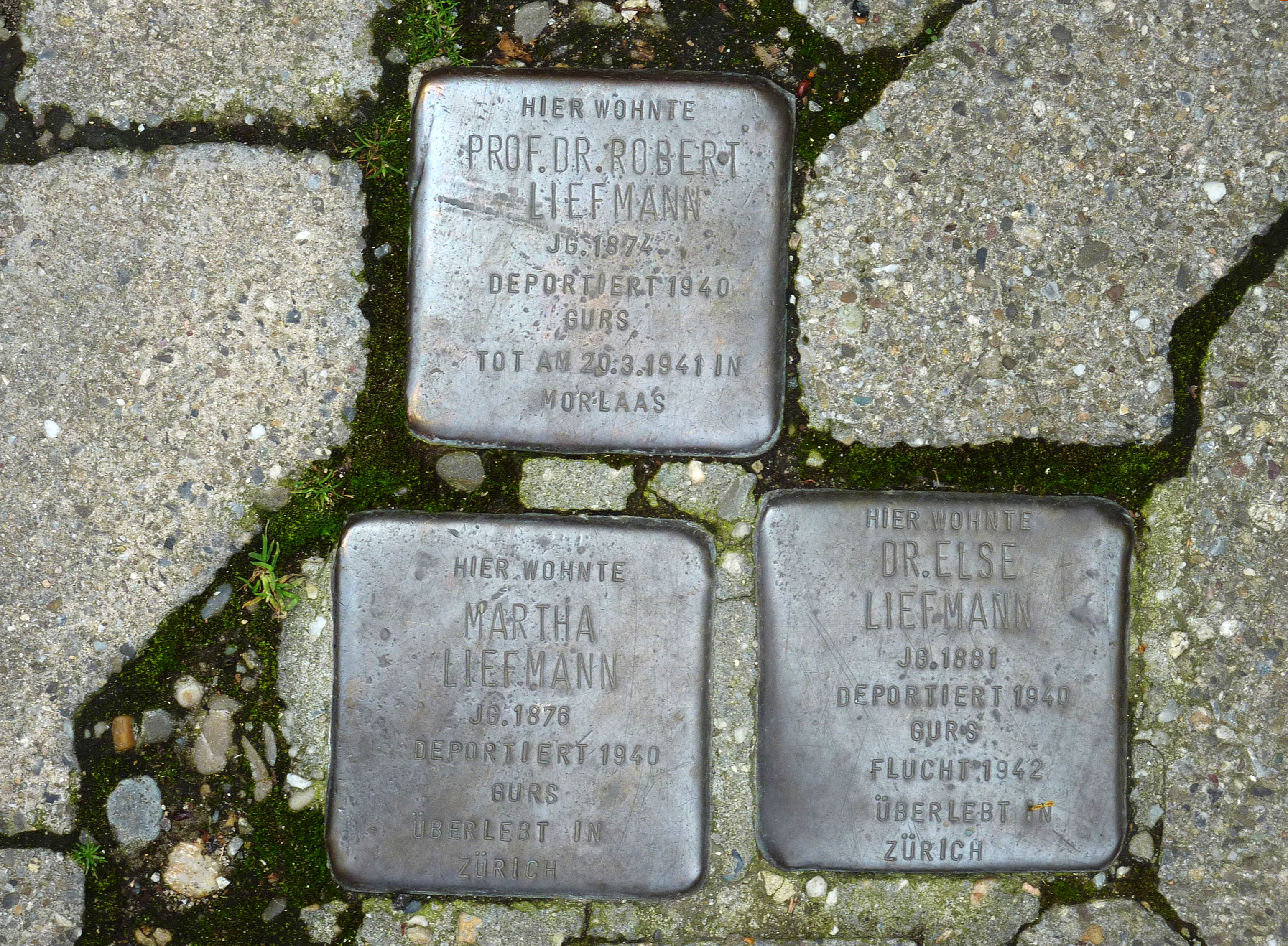
Stolpersteine für Else Liefmann und ihre Geschwister Robert und Martha vor dem Haus, in dem sie bis zur Deportation lebten (Goethestraße 33, Freiburg)

Nach Kriegsende wurde das Haus von der französischen Besatzungsmacht beschlagnahmt und diente der Militärpolizei als Stützpunkt. Später ging es an das Land Baden-Württemberg, das dort von 1949 bis 2000 ein Polizeirevier einrichtete. Im Zuge eines Restitutionsverfahrens gelang es Else Liefmann, das geraubte Haus in der Goethestraße zurückerhalten. Allerdings wollte sie nicht mehr in Deutschland leben. 1954 kehrte sie noch einmal für einen Besuch nach Freiburg zurück. Sie regte an, dass 1962 auf dem Gelände der ehemaligen Synagoge eine Gedenktafel errichtet wurde.
Heute wird das Liefmann-Haus als Gästehaus von der Universität Freiburg genutzt. Vor dem Haus erinnern die  Stolpersteine des Künstlers Gunter Demnig, die auf Initiative von Marlies Meckel dorthin gesetzt wurden, an das Schicksal der Geschwister Liefmann.
Im Freiburger Stadtteil Weingarten wurde im Jahr 2000 der Else-Liefmann-Platz eingeweiht.

## Publikationen (Auswahl)
- Zur Frage des weiblichen Dienstjahres: Die Vorbereitung der weiblichen Jugend zu Hausfrauen- und Mutterberuf. In: Frauenbildung. Zeitschrift für die gesamten Interessen des weiblichen Unterrichtswesens, Jg. 15 (1916), Heft 5, S. 173–184.
- mit Theodor Bonte, Fritz Roessler: Untersuchungen über die eidetische Veranlagung von Kindern und Jugendlichen. J. A. Barth, Leipzig 1928.
- Unser Kind im ersten Lebensjahr. Sunlicht Ges., Mannheim 1931.
- Pflege und Erziehung des Kleinkindes.  Sunlicht Ges., Mannheim 1931.
- Volksschülerinnen: Ihre geistigen und körperlichen Leistungen und die Beziehung zur Konstitution. J. A. Barth, Leipzig 1932.

## Film
Ein Haus erzählt Geschichte(n): Hinter der Fassade. Das Liefmann Haus in Freiburg. Ein Film von Sigrid Faltin. SWR 2007.